# Kopcsányi Márton
Kopcsányi Márton, (előfordul Kopcsányi Pap Márton néven is; írásmódok: Kopcsányi (Pap) Márton, Kopchányi, Kopchani és Koptsani. Kopcsány, 1579 – Nagyszombat, 1638. július 28.) ferences szerzetes, egyházi író.

## Élete
Előbb esztergomi kanonok volt, majd 1608-ban a kanonokságról lemondott és belépett a ferences szerzetes rendbe. 1616-tól vikárius, később a mariánus provincia tartományfőnöke lett. Híres szónok és egyházi író volt.

## Művei
- Keresztyén imádságos könyvecske. Bécs, 1616 (Újabb kiadás: Bécs, 1622)
- Az evangéliomok és epistolák, melyeket esztendő által olvastat az anyaszentegyház vasárnapokon és az ünnepeken… Bécs, 1616 (némelyek ezt a munkát Pázmány Péternek tulajdonítják)
- Szerzetes rendtartó fenyítő tüköre. Bécs, 1630 (Bizonyosan szent Bonaventura püspök munkájának fordítása. Egy példánya sem ismeretes.)
- A boldog Szűz Mária élete, magában foglalván a hét ünnepén tizenhárom prédikációt, az ő hét örömét és hét epeségét, az ő tizenkét csillagú koronáját, nevének s nevezetének és az olvasónak magyarázatját, az ő nagy méltóságát, e világon való foglalatosságát és az ő segítségül hívását a litániákkal. Bécs, 1631 (a prédikációs könyv újabb kiadása: Eger, 1772)
- A keresztyéni tökéletes életre intő tíz hétre rendeltetett nyolcvan elmélkedések tanulságokkal és könyörgésekkel a Krisztus Jézus szenvedéséről és különféle üdvösséges dolgokról a Szentírásból (elmélkedéseinek gyüjteménye, Bécs, 1634; Nagyszombat, 1715)